# مملكة شلا اللاحقة
شلا الموحدة (من سنة 668 إلى سنة 935، تعرف باسم شلا الأخرى أيضاً) هو مصطلح يطلق على مملكة شلا الكورية إحدى الممالك الكورية الثلاث والتي قامت باحتلال بايكتشي في سنة 660 وغوغوريو في سنة 668، موحدة بذلك الجزء الجنوبي من شبه جزيرة كوريا. الملك غيونغسن هو آخر ملوك المملكة والذي حكمها بشكل اسمي فقط ثم استسلم لمملكة غوريو في سنة 935 وانضم إليهم لتكون نهاية المملكة.

## الاسم
المؤرخون الكوريون في العصر الحديث أصبحوا ينتقدون المصطلح التقليدي «شلا الموحدة» على أنه توحيد لكوريا. من وجهة النظر هذه فإن غوريو تعد أول دولة موحدة لكوريا، وذلك لأن بالهاي تأسست بعد تأسس شلا الموحدة، رغم أنها حكمت أراضي تقع شمال شبه الجزيرة الكورية.

## التوحيد والتاريخ
في سنة 660 أمر الملك منمو قواته بالهجوم على بايكتشي. استطاع الجنرال كم يو شن بمساعدة قوات تانغ هزيمة الجنرال غيبايك واحتلال مملكة بايكتشي. في سنة 661 بدأ الملك منمو بمهاجمة غوغوريو ولكنه تلقى رداً شديداً. يعد الملك منمو أول ملك منذ سقوط غوجوسون والذي رأى الجنوب الكوري من شبه الجزيرة كتلة سياسية واحدة. ونتيجة لما سبق فإن مملكة شلا بعد سنة 668 يشار إليها باسم مملكة شلا الموحدة. استمرت المملكة مدة 267 سنة حتى استسلم الملك غيونغسن لغوريو في سنة 935.

## الثقافة

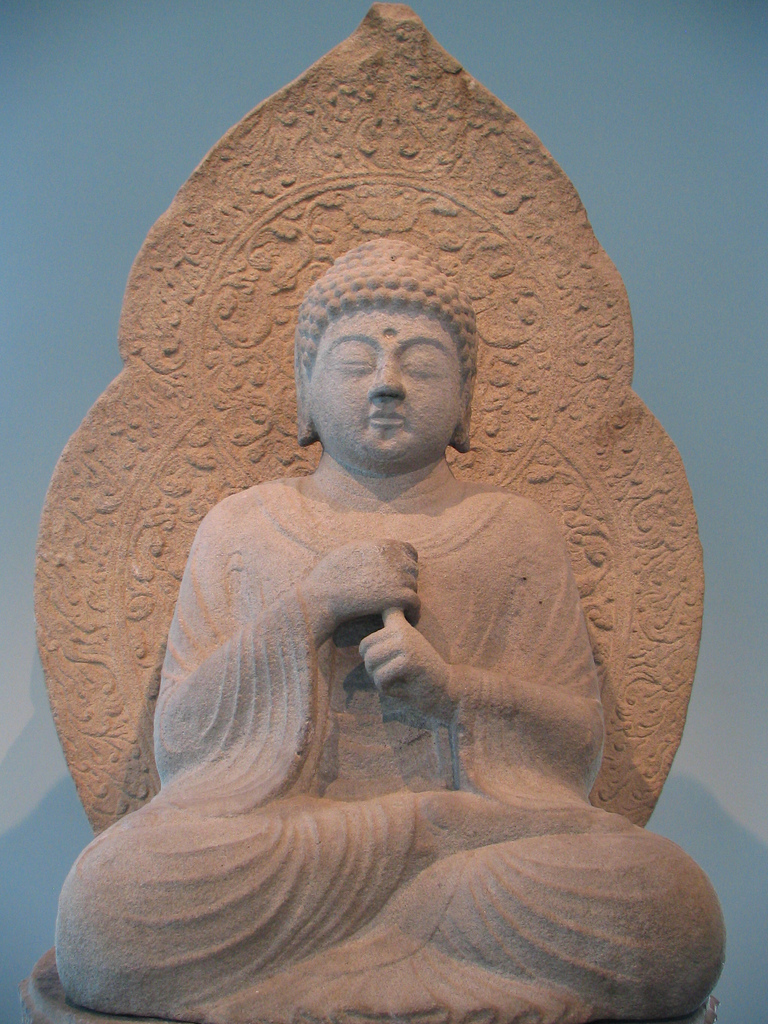
بوذا فيروكانا

### البوذية
كان لشلا الموحدة علاقة قوية مع سلالة تانغ، ويدعم هذا العديد من الأدلة ومن بينها تزايد إدخال الثقافة الصينية إلى الدولة. ذهب العديد من الكوريين الرهبان إلى الصين لتعلم البوذية. الراهب هيتشو ذهب إلى الهند لتعلم البوذية وكتب سجلاً لرحلاته. العديد من الطوائف البوذية الجديدة قدمت على يد هؤلاء الرهبان الرحل والذين درسوا بالخارج مثل زن وبوذية الأرض النقية.

### الكونفشيوسية
أسست كلية كونفشيوسية في سنة 682 وفي سنة 750 أعيد تسميتها بالجامعة الكونفشيوسية الوطنية. اختصت الجامعة بالطلبة من النخبة الأرستقراطية.

### الطباعة على ألواح الخشب
استخدمت الطباعة الخشبية لنشر السوترا البوذية والأعمال الكونفشيوسية. أثناء أعمال تجديد للباغودا التي لا تعكس الظلال «معبد بلغكسا» اكتشفت نسخة قديمة مطبوعة من السوترا البوذية. الطباعة تعود لسنة 751 بعد الميلاد وتعتبر أقدم مادة مطبوعة في العالم.

## الاقتصاد
في بداية الأمر قامت شلا بتخفيض الضرائب على المنتجات الزراعية لعشر ما كانت عليه قبل التوحيد، ثم عينت نظام جباية لمنتجات خاصة من كل قرية. كما أجرت شلا الموحدة إحصاء سكانياً لحجم القرى كلها وعدد سكانها وعدد الأحصنة والأبقار فيها، ومنتجاتها الخاصة وسجلت كل هذا في سجل منجونغمنسو (민정문서)، وكان كل رئيس قرية مسؤول عن تقرير القرية.